# フランク・ブース
フランク・ステル・ブース（Frank Stelle Booth、1881年5月15日 - 1957年1月29日）は、大正時代から昭和前期の日本で活動したアメリカ合衆国の実業家である。

## 経歴・人物
当時宣教師として滞日し第2代フェリス・セミナリー（現在の学校法人フェリス女学院）校長を務めたユージーン・ブースとその妻のエミリー・ステラの長男として長崎に生まれる。幼年期に横浜に移住し、同地の山手外国人居留地に所在したヴィクトリア・パブリックスクールに入学した。その後はアメリカに戻りラドガース大学に入学し、卒業後は日本に戻り白洲次郎が勤務していたセール・フレイザー商会に勤務する。
後に日本人女性の南部秀子と結婚し、日魯漁業（後のニチロ、現在のマルハニチロ）の設立と同時に経営者の一員となり、長期に渡って缶詰の製造や輸出といった漁業のみならず、農業や畜産等の開発に携わり日本における食品業の発展に大きく貢献した。しかし第二次世界大戦中は外国籍保持者であった事により、巣鴨や横浜に所在した強制収容所に入所せざるを得なくなった。戦後は鎌倉に移住し父が校長を務めたフェリス女学院内に自身が執筆した著書を「ブース記念文庫」に寄贈し、慈善活動や日本国内の再建のために連合国軍最高司令官総司令部（GHQ）との交渉にあたった。1957年（昭和32年）横浜市内の自宅にて強盗犯により妻と共に殺害されたが、死後勤務していた日魯漁業の平塚常次郎により、ブースの蔵書が神奈川県内の図書館に寄贈された。

## 栄典
- 勲三等瑞宝章 - 死去後に受章[2]。

## 著書
- 『黄金の土』
- 『来たるべき木材時代』